# 큐베이직
큐베이직(QBasic)은 IDE와 인터프리터로 구성된 퀵베이직 기반의 베이직 프로그래밍 언어이다. 퀵베이직을 제외한 이전의 마이크로소프트 베이직과는 달리 큐베이직은 구조적 프로그래밍 언어로, 서브루틴과 while 루프 등을 지원한다.

## 예제
"Hello, World!"
```
PRINT
 
"Hello, World!"

```

## 같이 보기
- GW-BASIC
- 퀵베이직
- 비주얼 베이직